# Sedlák kavalír
Sedlák kavalír (v originále italsky Cavalleria rusticana) je opera Pietra Mascagniho z roku 1890. Autory libreta jsou Giovanni Targioni-Tozzetti a Guido Menasci.
Tato jednoaktovka uvedená poprvé 17. května 1890 v Římě je považována za základní dílo celého směru italské opery nazývaného verismus. Mnohá hudební čísla si získala velkou popularitu, pro kterou je Cavalleria dodnes pravidelně uváděna po celém světě. Tradičně se uvádí společně s jednoaktovkou Komedianti Ruggiera Leoncavalla.

## Hlavní postavy
- Santuzza (soprán)
- Lola (soprán)
- Turiddu, snoubenec Santuzzy (tenor)
- Alfio, manžel Loly (baryton)
- Lucia, Turiddova matka (alt)

## Obsah
Cavalleria rusticana je jednoaktová opera z prostředí sicilského venkova.
Turiddu je mladý muž, který se před odchodem na vojnu zasnoubil s Lolou. Ta na něj ale nepočkala a když se vrátil domů, zjistil, že se vdala za sedláka Alfia. Turiddu se tedy zasnoubil se Santuzzou, se kterou navíc již čeká dítě.
Lola se ale někdejšího milence nechce vzdát a svádí ho, Turiddu nemůže jejímu kouzlu odolat. Santuzza hledá pomoc u Turiddovy matky a společně se obě ženy marně snaží Turidda od Loly odvrátit. Když se Santuzze vysměje i sama Lola, odchází Santuzza za Alfiem a sděluje mu, že je mu jeho žena nevěrná.
Alfio vyzývá Turidda na souboj, aby ubránil svou čest, a v tomto souboji ho také zabíjí.